# Mirassolândia
Mirassolândia es un municipio brasileño situado en el estado de São Paulo. Tiene una población estimada, en 2024, de 4771 habitantes.
Se localiza a una latitud 20º37'00" sur y a una longitud 49º27'50" oeste, a una altitud de 524 metros sobre el nivel del mar.

## Demografía
Datos del Censo - 2010
Población Total: 4.295
- Urbana: 3.492
- Rural: 803
- Hombres: 2.193
- Mujeres: 2.102

Densidad demográfica (hab./km²): 25,85
Mortalidad infantil hasta 1 año (por mil): 11,83
Expectativa de vida (años): 73,53
Tasa de fertilidad (hijos por mujer): 2,06
Tasa de Alfabetización: 86,27%
Índice de Desarrollo Humano (IDH-M): 0,764
- IDH-M Salario: 0,655
- IDH-M Longevidad: 0,809
- IDH-M Educación: 0,827

(Fuente: IPEADATA)